# Faut-il interdire les écrans aux enfants ?
Faut-il interdire les écrans aux enfants ? est un essai du philosophe Bernard Stiegler et du psychiatre Serge Tisseron paru en 2009 aux éditions Mordicus.

## Présentation générale

### Contexte
En France, les enfants passent plus de 1 200 heures par an à regarder la télévision, à surfer sur Internet, à jouer sur leur console ou à envoyer des SMS contre 900 heures sur les bancs de l'école. 

### L'objectif de l'essai
Les deux auteurs tentent d'expliquer sous forme d'interviews le phénomène d'addiction des enfants face aux écrans. L'objectif de cet essai est d'aider les parents à comprendre l'influence des écrans sur les jeunes et d'encadrer leurs pratiques.

## Première partie: interview de Serge Tisseron
Serge Tisseron émet la règle des « 3, 6, 9, 12 »,: avant 3 ans l'enfant ne doit jamais être exposé aux écrans, pas de console de jeux avant 6 ans, à partir de 9 ans l'enfant peut commencer à surfer sur Internet à condition d'être accompagné, et à 12 ans, il peut accéder seul à Internet mais sous surveillance. Deux heures d'écran par jour sont suffisantes, que l'enfant doit organiser en fonction de ses choix. Tisseron  bannit le terme d'addiction pour les jeux vidéo, et parle plutôt de « jeu excessif à l'adolescence ». Il conseille aux parents de faire respecter la norme qui fixe une limite pour les jeux, sujet également abordé dans Qui a peur des jeux vidéo ?. Le rôle des parents est de responsabiliser leurs enfants en fixant un temps donné d'écrans par jour ; et leur faire prendre conscience de l'insécurité générée par le paysage audiovisuel et les nouvelles technologies.

## Deuxième partie: interview de Bernard Stiegler
Bernard Stiegler constate que l'usage des écrans par la jeunesse pose « un véritable problème de santé publique» et que les responsabilités politiques doivent s'en saisir absolument au nom de l'éducation. Il dénonce la chaîne de télévision Baby First destinée aux enfants de moins de 3 ans qui selon lui formate très tôt les cerveaux et vise à créer une dépendance précoce à la télévision. Ce danger a pour conséquence chez le nourrisson des troubles de développement et des risques d'hyperactivité. Stiegler se questionne notamment sur la place de la télévision et des écrans dans la société contemporaine pour les adultes et enfants.

## Réception
Selon le site Hérault Tribune, Faut-il interdire les écrans aux enfants ?  est un « livre d'entretiens où sont confrontés les points de vue d'intervenants aux opinions tranchées et différentes, sur un même sujet d'actualité ou de société ».

## Édition
Bernard Stiegler, Serge Tisseron, Faut-il interdire les écrans aux enfants ?, éditions Mordicus, Paris, 5 novembre 2009, format broché, 103 p., 18 cm (ISBN 2918414123)

## Médias
Les enfants face aux écrans  Colloque avec Bernard Stiegler, Paris 19e, 30 avril 2014, sur youtube.com
Faut-il interdire les écrans aux enfants? Entretien avec Serge Tisseron présenté par Patrick Roger sur Europe 1 Midi, 3 janvier 2013, sur europe1.fr
L'enfant et les écrans Conférence de Serge Tisseron, Bibliothèques municipales de Genève, 20 novembre 2014, sur youtube.com